# Resolució 224 del Consell de Seguretat de les Nacions Unides
La Resolució 224 del Consell de Seguretat de les Nacions Unides, aprovada el 14 d'octubre de 1966 després d'examinar l'aplicació de Botswana per a ser membre de les Nacions Unides, el Consell va recomanar a l'Assemblea general que Botswana fos admesa.